# Mesocondyla
Mesocondyla Lederer, 1863 è un genere di lepidotteri appartenente alla famiglia Crambidae, endemico del Brasile.

## Tassonomia

### Specie
- Mesocondyla dardusalis (Walker, 1859)
- Mesocondyla tarsibarbalis Hampson, 1898